# Lonicera anisocalyx
Lonicera anisocalyx är en kaprifolväxtart som beskrevs av Alfred Rehder. Lonicera anisocalyx ingår i släktet tryar, och familjen kaprifolväxter. Inga underarter finns listade i Catalogue of Life.